# Racing Club Genève
Racing Club Genève is een Zwitserse voetbalclub uit Genève.

## Geschiedenis
De club nam in 1897/1898 deel aan het allereerste officieuze Zwitserse voetbalkampioenschap, waaraan tien clubs deelnamen. De titel werd in bekervorm beslecht en Racing Club verloor in groep C met 4-0 van Château de Lancy, ook uit Genève, en was meteen uitgeschakeld. Daarna verdween de club in de anonimiteit en kon zich niet meer in de schijnwerpers spelen.